# Karli & Marie
Karli & Marie (auch Karli und Marie) ist ein deutsch-österreichischer Spielfilm aus dem Jahr 2025 mit Sigi Zimmerschied als Karli und Luise Kinseher als Marie, der unter der Regie von Christian Lerch nach einem Drehbuch von Ulrich Limmer entstand.

## Handlung
Karli behauptet, ein kampferprobter Bundeswehrveteran und Bombenentschärfer zu sein, tatsächlich ist er ein Automatenknacker. Marie war einst Schönheitskönigin von Mingkofen. Bei einer seiner nächtlichen Aktionen wird Karli von Marie in alkoholisiertem Zustand mit dem Auto angefahren und sie nimmt ihn zu sich mit. 
Dabei erfährt Karli, dass Marie von ihrem untreuen Ehemann verlassen wurde. Außerdem steht ihr vom Vater geerbetes Betonwerk vor der Pleite. Um einen wichtigen Auftrag zu erhalten, muss sie dringend nach Innsbruck. Die beiden begeben sich gemeinsam auf einen Roadtrip und nähern sich dabei langsam aneinander an.

## Produktion und Hintergrund
Die Dreharbeiten fanden an 25 Drehtagen vom 25. Juni bis zum 29. Juli 2024 in Tirol und Bayern statt. Gedreht wurde unter anderem in Innsbruck, München und Passau. Weitere Drehorte waren der Bahnhof Steinhöring im Heimatort des Regisseurs, die Schlossbrauerei Ebersberg und in Wasserburg.
Produziert wurde der Film von der Perathon Film und Fernseh GmbH in Koproduktion mit der Dor Film, der Schubert International Filmproduktion, der Magic Media Production, SquareOne Entertainment und der Glory Film, als Produzenten fungierten Ulrich Limmer, Ralf Zimmermann, Birgit Rothörl, Josef Brandmaier und Danny Krausz. Beteiligt waren der Bayerische Rundfunk und ServusTV.
Unterstützt wurde die Produktion von Cine Tirol, vom Österreichischen Filminstitut, von ÖFI+, vom Deutschen Filmförderfonds, vom Bayerischen Bankenfonds, vom FilmFernsehFonds Bayern, der Filmförderungsanstalt. Den Vertrieb übernahmen SquareOne Entertainment und Constantin Film.
Die Kamera führte Armin Golisano, die Montage verantwortete Ortrun Bauer. Den Ton gestaltete Eckhard Kuchenbecker, das Kostümbild Lilith Krausz und Alma Grausam, das Maskenbild Sylvia Niehues und Ute Baumann und das Szenenbild Benjamin Scholl. Die beiden Hauptdarsteller standen zuvor unter anderem für Weißbier im Blut (2021) gemeinsam vor der Kamera.
Das Budget betrug rund 2,3 Millionen Euro.

## Veröffentlichung
Die Weltpremiere fand am 7. Juli 2025 im Rio Kino in München statt. In Deutschland und Österreich kam der Film am 17. Juli 2025 in die Kinos.
Die Erstausstrahlung auf ServusTV ist für 2026 vorgesehen.

## Rezeption

### Kritiken
Lutz Granert vergab auf filmstarts.de 2,5 von 5 Sternen. Die Chemie zwischen Zimmerschied und Kinseher stimme, aber der Film plätschere trotz einiger netter Gags und hübscher Postkartenmotive etwas betulich dahin. Das Drehbuch komme nicht ohne teils arg dick aufgetragene und unglaubwürdige Konstruiertheiten aus.
the-spot-mediafilm.com schrieb, dass sich das Drehbuch ganz auf die Chemie und Sympathiewerte der zwei Kabarettisten verlasse. Die dialoglastigen Interaktionen erinnerten vor allem in der zweiten Hälfte beinahe an eine Theaterinszenierung. Kameramann Armin Golisano sorge für zauberhafte Panorama-Aufnahmen. Der Film habe eine Art magischen bayerischen Realismus, der sich nicht um Löcher oder Ungereimtheiten im Drehbuch schere.
Falk Straub bewertete den Film auf film-rezensionen.de mit sechs von zehn Punkten. Trotz einiger brenzliger Situationen und Verweise auf große amerikanische Vorbilder setzen Regisseur und Drehbuchautor auf die kleinen Momente. Dieses Roadmovie stecke voller Lokalkolorit und lakonischem Humor.
Die Ticket Redaktion des Tagesspiegel nannte den Film einen Komödienaufguss „mit moderater Witzdichte, öden Einstellungen und Wendungen“.
Manfred Riepe (zwei von fünf Sterne) meinte auf epd-film.de, dass die Mischung aus Heimat-RomCom und Roadmovie nur schleppend in Gang komme. Die Gags seien nicht wirklich überraschend, es fehle an Tempo, Timing und Witz.

### Kinobesucher
Am Startwochenende verzeichnete der Film in Deutschland 7.000 Kinobesucher und belegte damit Platz 14 der deutschen Kinocharts sowie Platz 7 der von Comscore und der AG Kino ermittelten Arthouse-Kinocharts.